# Autobahndreieck Werntal
Das Autobahndreieck Werntal ist der südliche Ausgangspunkt der A 71 an der A 70. Das als Trompete erbaute Autobahndreieck liegt auf dem Gebiet der Gemeinde Bergrheinfeld im Landkreis Schweinfurt, südwestlich von Schweinfurt in Bayern. 
Das Dreieck Werntal wurde 2006 dem Verkehr übergeben. Es gehört wie die gesamte als „Thüringer Waldautobahn“ bezeichnete A 71 zum Verkehrsprojekt Deutsche Einheit Nr. 16 und verbindet Süddeutschland mit Thüringen. Nur 7 km westlich befindet sich das Autobahnkreuz Schweinfurt/Werneck, das die A 70 mit der A 7 verbindet.

## Verkehrsaufkommen
| Von                        | Nach                                | Durchschnittliche tägliche Verkehrsstärke | Durchschnittliche tägliche Verkehrsstärke | Anteil Schwerlastverkehr | Anteil Schwerlastverkehr |
| Von                        | Nach                                | 2010                                      | 2015                                      | 2010                     | 2015                     |
| -------------------------- | ----------------------------------- | ----------------------------------------- | ----------------------------------------- | ------------------------ | ------------------------ |
| AS Werneck (A 70)          | AD Werntal                          | 46.500                                    | 48.200                                    | 15,3 %                   | 15,9 %                   |
| AD Werntal                 | AS Schweinfurt/Bergrheinfeld (A 70) | 43.400                                    | 45.600                                    | 14,6 %                   | 14,6 %                   |
| AS Schweinfurt-West (A 71) | AD Werntal                          | 21.300                                    | 23.200                                    | 10,5 %                   | 11,2 %                   |